# Bernardo Sayão
Bernardo Sayão is een gemeente in de Braziliaanse deelstaat Tocantins. De gemeente telt 4.653 inwoners (schatting 2009).
De gemeente is genoemd naar de Braziliaanse politicus Bernardo Saião Carvalho de Araújo.